# Bogorodskoe (Mosca)
Il quartiere Bogorodskoe (in russo Район Богородское?) è un quartiere di Mosca sito nel Distretto Orientale.
Le prime testimonianze di insediamento dell'area risalgono alla metà del XVI secolo; nel censimento del 1550 vi viene citato il villaggio di Alymovo, una tenuta di proprietà del principe Lykov-Obolenskij. Il rinvenimento di frammenti di ceramica rossa durante alcuni scavi lungo il fiume Jauza fa presumere che l'area fosse abitata già uno o due secoli prima della menzione nel censimento.
All'inizio del XX secolo l'attuale area del quartiere ospitava le abitazioni degli operai della fabbrica "Bogatyr'" (successivamente ribattezzata "Krasnyj Bogatyr'"), che produceva manufatti in gomma.